# Tyborgøyna
Tyborgøyna ou Tvibergøyna, est une île dans le landskap Sunnhordland du comté de Vestland. Elle appartient administrativement à Lindås.

## Géographie
Rocheuse et couverte d'une légère végétation, elle s'étend sur environ 1,236 km de longueur pour une largeur approximative maximale de 1,042 km. Elle compte six bâtiments dont quatre habitations. 